# Morrison (Colorado)
Morrison é uma cidade  localizada no estado americano de Colorado, no Condado de Jefferson.

## Demografia
Segundo o censo americano de 2000, a sua população era de 430 habitantes.
Em 2006, foi estimada uma população de 407, um decréscimo de 23 (-5.3%).

## Geografia
De acordo com o United States Census Bureau tem uma área de
5,7 km², dos quais 5,7 km² cobertos por terra e 0,0 km² cobertos por água. Morrison localiza-se a aproximadamente 1759 m acima do nível do mar.

## Localidades na vizinhança
O diagrama seguinte representa as localidades num raio de 16 km ao redor de Morrison.